# Heinrich Maurer (Generalsuperintendent)
Heinrich Maurer (* 31. Oktober 1834 in Bad Schwalbach; † 22. Januar 1918 in Wiesbaden) war ein deutscher evangelischer Geistlicher. Er wirkte von 1897 bis 1913 als  Generalsuperintendent des Konsistorialbezirks Wiesbaden. 
Maurer, Sohn eines Lehrers, wuchs in Wiesbaden auf. Ab 1854 studierte er Evangelische Theologie an den Universitäten Heidelberg und Jena. Während seines Studiums in Jena wurde er im Wintersemester 1855/56 Mitglied der Burschenschaft Arminia auf dem Burgkeller. Von 1857 bis 1858 besuchte er das Theologische Seminar in Friedberg. Seine erste Gemeindestelle erhielt er 1859 in Hochheim am Main. 1863 übernahm er eine Pfarrstelle in Fleisbach, wechselte aber schon im nächsten Jahr in das benachbarte Herborn, zuerst als zweiter Pfarrer in Herborn, 1879 als erster Pfarrer und Dekan des Dekanats Herborn-Dillenburg. Nebenamtlich war er ab 1865 auch Lehrer am Predigerseminar in Herborn. Ab 1891 amtierte er zusätzlich als Präses der Bezirkssynode des Konsistorialbezirks Wiesbaden (weitgehend identisch mit dem 1866 von Preußen annektierten Herzogtum Nassau). 1897 wurde er zum Generalsuperintendenten dieses Konsistorialbezirks ernannt und amtierte bis zu seiner Emeritierung 1913.
Maurer, der schon in Herborn Vorsitzender des Vereins zur Pflege des christlichen Gemeinschaftslebens geworden war, förderte die Gemeinschaftsbewegung in Nassau. Er wurde 1890 von der Universität Marburg mit der theologischen Ehrendoktorwürde ausgezeichnet.

## Schriften
- Der Brief Pauli an die Colosser in 31 Betrachtungen für die Gemeinde ausgelegt. Herborn 1883.
- Aus meinem Leben. Staadt, Wiesbaden 1916.